# Amanda Ferrari
Amanda Ferrari, nome artístico de Amanda Roberta Nunes (Suzano, 23 de fevereiro de 1978) é uma cantora e compositora brasileira de música cristã contemporânea, que atua no segmento pentecostal. 

## Biografia
Amanda Ferrari lançou seu primeiro CD em 1999, intitulado Manifesta Sua glória. Dois anos depois, lançou Ao que Vencer. Depois de três anos fora das gravadoras lança Lutando e Vencendo, que deu mais força a sua carreira, vendendo mais de cem mil cópias com o sucesso da música Ele veio. Este álbum lhe rendeu indicação ao Troféu Talento 2008, na categoria álbum Petencostal..
Em 2007, produziu o CD Avivamento pela gravadora Tempo de Avivamento. No ano de 2009 assinou contrato com a Praise Records e lançou o CD O Espetáculo de Deus. Em 2010 lança seu primeiro álbum infantil, o CD For Kids - Vol. 1.[carece de fontes?]
Em 2011 surge o seu maior sucesso, o CD Eu Vejo Deus, que lhe rendeu indicações ao Troféu Promessas em 2012, nas categorias Revelação e Melhor CD PentecostalO Albúm vendeu cerca de 50 mil cópias no ano de lançamento, com grandes sucessos como O Relógio de Deus, A Virada, Eu vejo Deus, Quem foi que disse e Barulho de adorador.
Em 2012 lança o CD Eu Nem Sonhava. Em 2013 Amanda volta a gravar de forma independente pelo seu próprio selo AF Music e lança o CD Sobreviventes, produzindo por Henrique Oliveira, Ronny Barbosa, Rafael e Juninho Andrade. Cada um ficou responsável com cinco canções. Em 2014, a cantora lançou o disco O Meu Deus É O Teu Deus, dedicado ao público feminino.[carece de fontes?]
Em 2016, Amanda lançou o disco Bastidores. Na época, se preparava para gravar o DVD Contando as Estrelas. No entanto, a artista sofreu um acidente e o evento foi cancelado.
Em 2017 chega a hora de Refúgio CD gerado em meio ao momento difícil sobre a separação que viveu a cantora.

## Vida pessoal
Amanda fora casada com o empresário Gunnar Vingren durante doze anos e juntos tiveram um filho. Em 2016 a relação chegou ao fim depois de uma série de acusações disparadas por ele nas redes sociais, e com divulgação de fotos, vídeos e prints do whatsapp expondo a cantora que pediu medida protetiva contra ele. Em 2021 a cantora sofre ameaças de morte por parte do ex, o que a levou à pedir socorro e expor a situação em suas redes sociais.

## Discografia
- 1999: Manifesta Tua Glória
- 2001: Ao Que Vencer
- 2005: Lutando e Vencendo
- 2007: Avivamento
- 2009: O Espetáculo de Deus
- 2010: For Kids - Vol. 1
- 2011: Eu Vejo Deus
- 2012: Eu Nem Sonhava
- 2013: Sobreviventes
- 2014: O Meu Deus É O Teu Deus
- 2016: Bastidores
- 2017: Contando as Estrelas
- 2023: A Glória da Segunda Casa